# Harley-Davidson FL

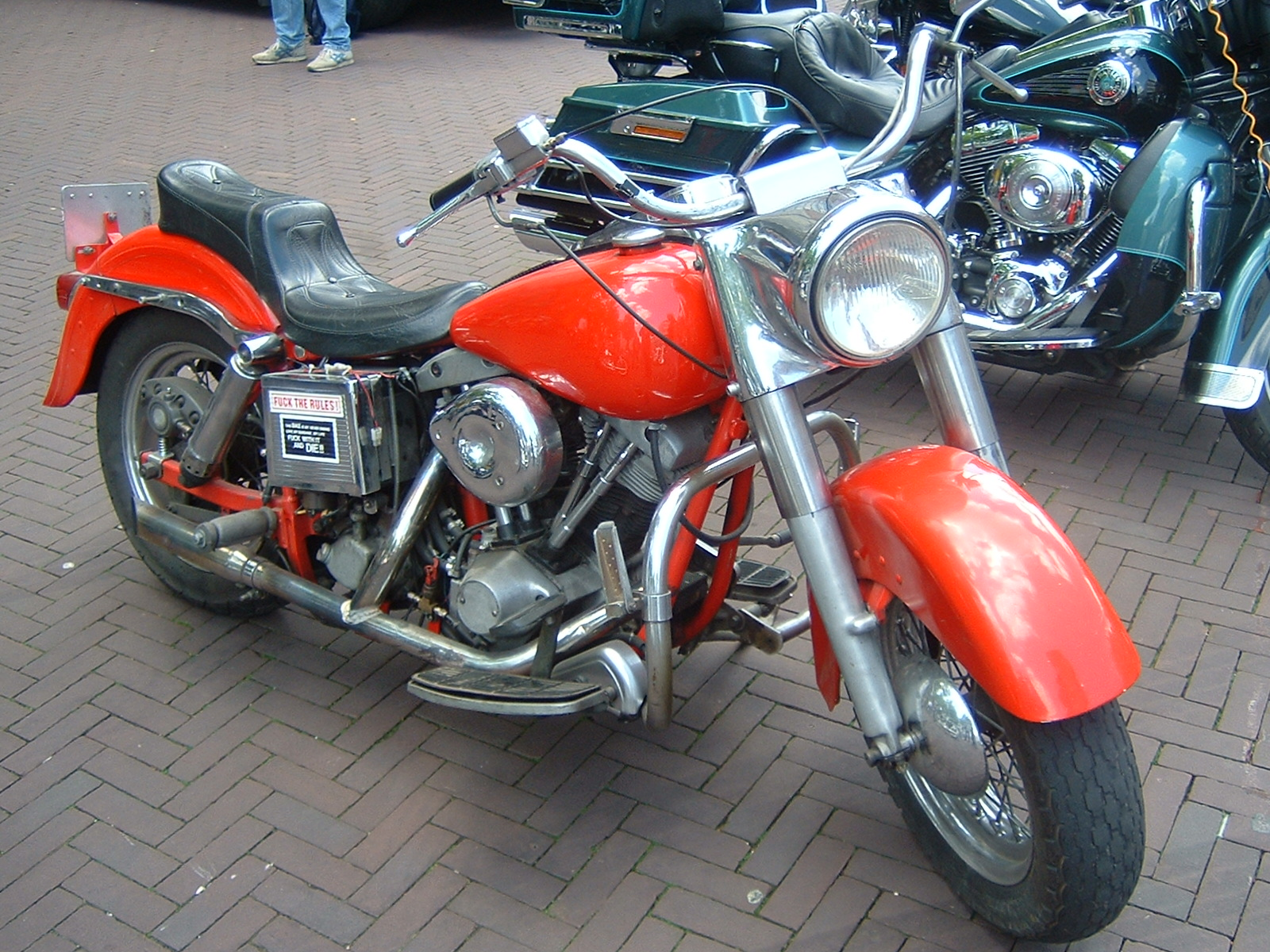
Electra Glide Shovelhead customisée avec une Electra Glide Twin Cam en arrière-plan.

La Harley-Davidson FL est un modèle de motos Harley-Davidson dont la désignation remonte à 1941. Le préfixe FL est principalement utilisé pour les motos Harley-Davidson à grand cadre, y compris les séries Touring et Softail. Cela désigne en particulier les motos avec un style traditionnel avec une roue avant de seize pouces et des fourches Springer ou télescopiques de grand diamètre.

## Premiers modèles Early FL
La FL introduite dans la gamme Harley-Davidson en 1941 utilise une version 74 ci (1 210 cm3) du moteur OHV Knucklehead de 61 ci (1 000 cm3) des modèles EL. Elle partage également son cadre avec les modèles EL/U et UL qui utilisent le moteur Flathead de 74 ci (1 212 cm3). La FL  remplace l'UH et l'ULH, qui utilisent le même cadre avec un moteur flathead de 80 ci (1 300 cm3).
Le FL est relativement inchangé jusqu'en 1948, date à laquelle ce modèle ainsi que le EL reçoivent des moteurs Panhead redessinés avec la même cylindrée qu'auparavant. Ces moteurs connaissent plusieurs améliorations par rapport aux précédents Knuckleheads, notamment des poussoirs hydrauliques à réglage automatique et des culasses en aluminium pour réduire le poids et améliorer le refroidissement. Les moteurs twins flathead des modèles U et UL sont abandonnés en 1948, gardant uniquement les modèles EL et FL OHV comme motos à cadre large Harley-Davidson.

## Hydra-Glide

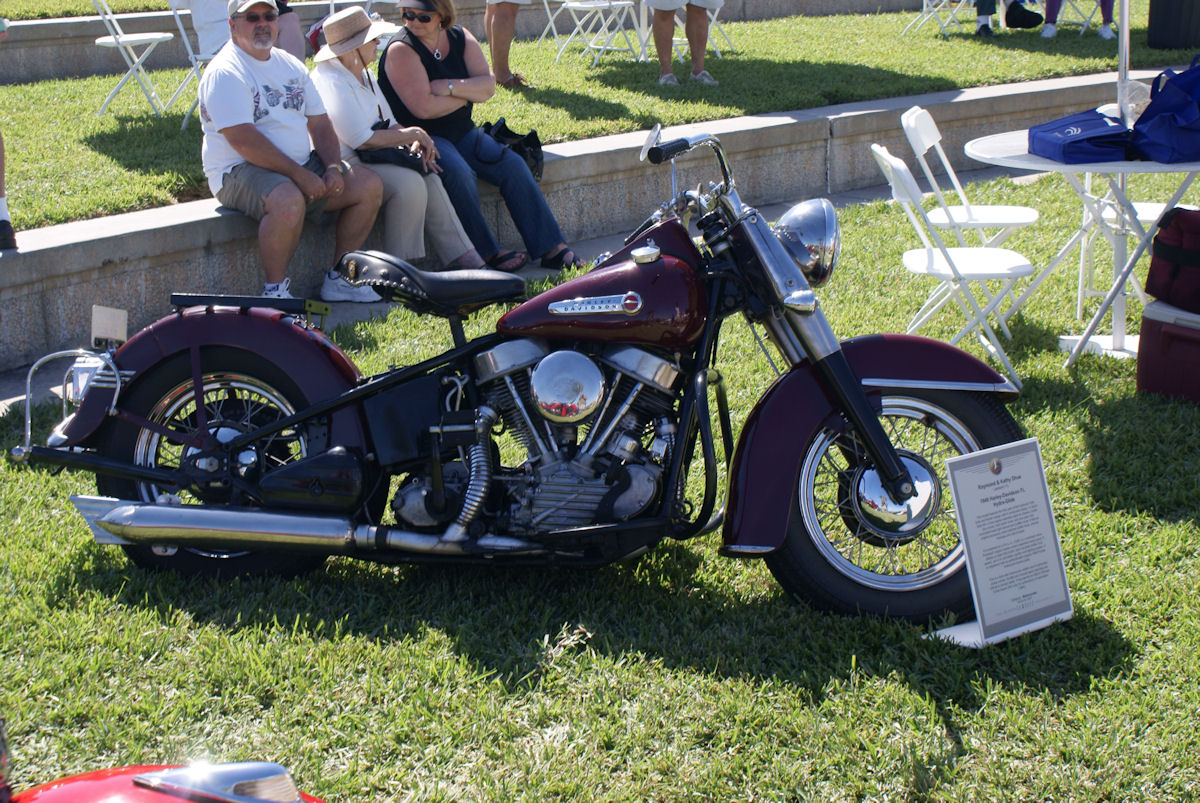
FL Hydra-Glide 1949.

En 1949, un an après avoir reçu le moteur Panhead, la FL est équipée d'une nouvelle suspension avant à fourche télescopique et amortissement hydraulique en remplacement de la fourche springer à ressorts,. En 1949, ces fourches télescopiques deviennet standard sur tous les gros modèles twins, y compris les séries E, EL, F et FL. Harley-Davidson continue de proposer les suspensions à ressort pour ces modèles et recommande leur utilisation pour les side-car, car les fourches hydrauliques n'ont pas suffisamment de débattement pour permettre à l'ensemble d'être stable et assurer un fonctionnement sûr.
En 1949, pour la première année de commercialisation, Harley-Davidson désigne ce nouveau système de suspension hydraulic front ends (« fourches avant hydrauliques »). En 1950, le service marketing de Harley-Davidson fait la promotion de cette nouvelle suspension en renommant les gros twins « Hydra Glide ». C'est pour Harley-Davidson l'origine de l'utilisation du lettrage alphabétique pour identifier ses modèles. Ce nom change deux fois dans l'histoire des modèles de base des séries E et F à cadre large, signalant à chaque fois une amélioration de la technologie de la moto. De plus, le suffixe Glide est utilisé sur d'autres modèles, basés sur les séries FL et FX.
En 1952, le système boîte de vitesses manuelle et embrayage au pied de la transmission Hydra-Glide est complété en option par une commande au pied et embrayage à la main. Le système original continue d'être proposé en option jusqu'en 1978. 1952 est aussi la dernière année du moteur 61 ci (1 000 cm3) sur la EL, faisant du modèle FL le dernier à cadre large.
Bien que l'année 1903 soit désormais retenue comme l'année de fondation de la marque et qu'elle serve de base pour les modèles anniversaire, le 50e anniversaire de Harley-Davidson est célébré en 1954 avec des peintures et des badges spéciaux sur le garde-boue avant car la première année de production de série est en réalité 1904.
Un moteur plus puissant avec des culasses à haute compression, des cames avec des profils plus élevés et des conduits d'admission polis est proposé avec la version FLH de 1955. La désignation FLH s'est poursuivie jusqu'à présent.

## Duo-Glide

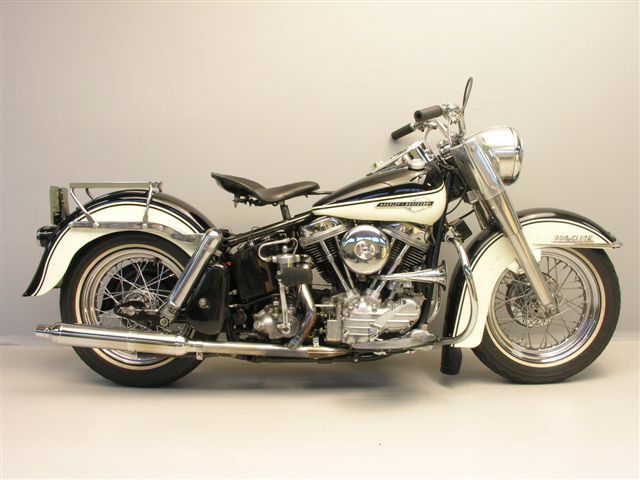
FLH Duo-Glide 1961.

En 1958, le modèle FL reçoit un nouveau cadre avec un bras oscillant arrière suspendu par une paire de ressorts hélicoïdaux. En l'honneur de ce cadre entièrement suspendu, le nom du modèle FL est changé pour passer de Hydra-Glide à Duo-Glide.
Contrairement à la configuration OHV avec ses culasses en aluminium et sa suspension avant télescopique, cette amélioration technique est appliquée d'aboord aux motos à petit cadre, la série K ayant reçu une suspension arrière dès 1952.

## Electra Glide

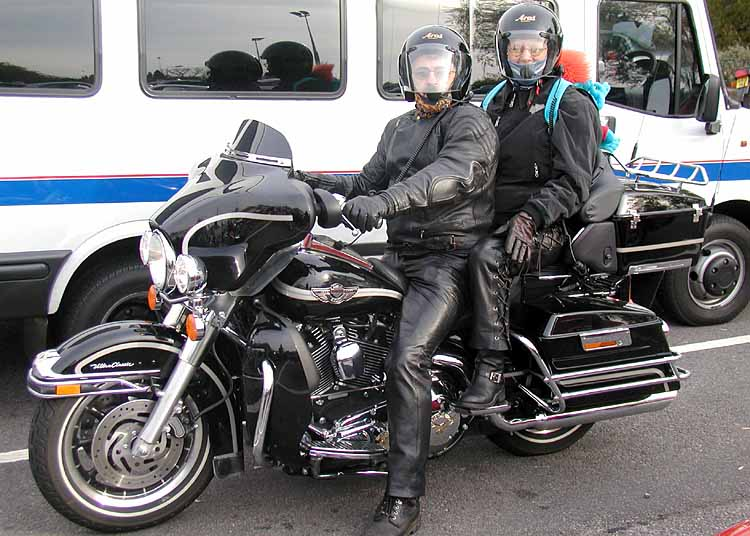
Electra Glide Ultra Classic. Basée sur le cadre Tour Glide, mais avec un carénage en monté sur fourche Electra Glide.

Le troisième et dernier changement donné au nom du modèle de base FL se produit en 1965, la dernière année de production des moteurs Panhead. Ces derniers « Panheads » sont les premiers moteurs big-twin Harley-Davidson à être équipés de démarreurs électriques. À noter cependant que le Servi-Car reçoit cet équipement l'année précédente. Cette innovation pour Harley-Davidson est accueillie avec le nouveau nom de modèle d'Electra Glide.
En 1966, le Panhead cède la place au moteur Shovelhead, gagnant ainsi une augmentation de puissance de l'ordre de 10%.
En 1969, un carénage monté sur fourche est disponible sur les Electra Glides. Cet accessoire est devenu officieusement connu sous le terme de carénage batwing. Bien que ce carénage soit une option facilement démontable sur les premières Electra Glide, il ne l'est plus sur les machines suivantes: les instruments sont déplacés du réservoir de carburant dans le carénage.

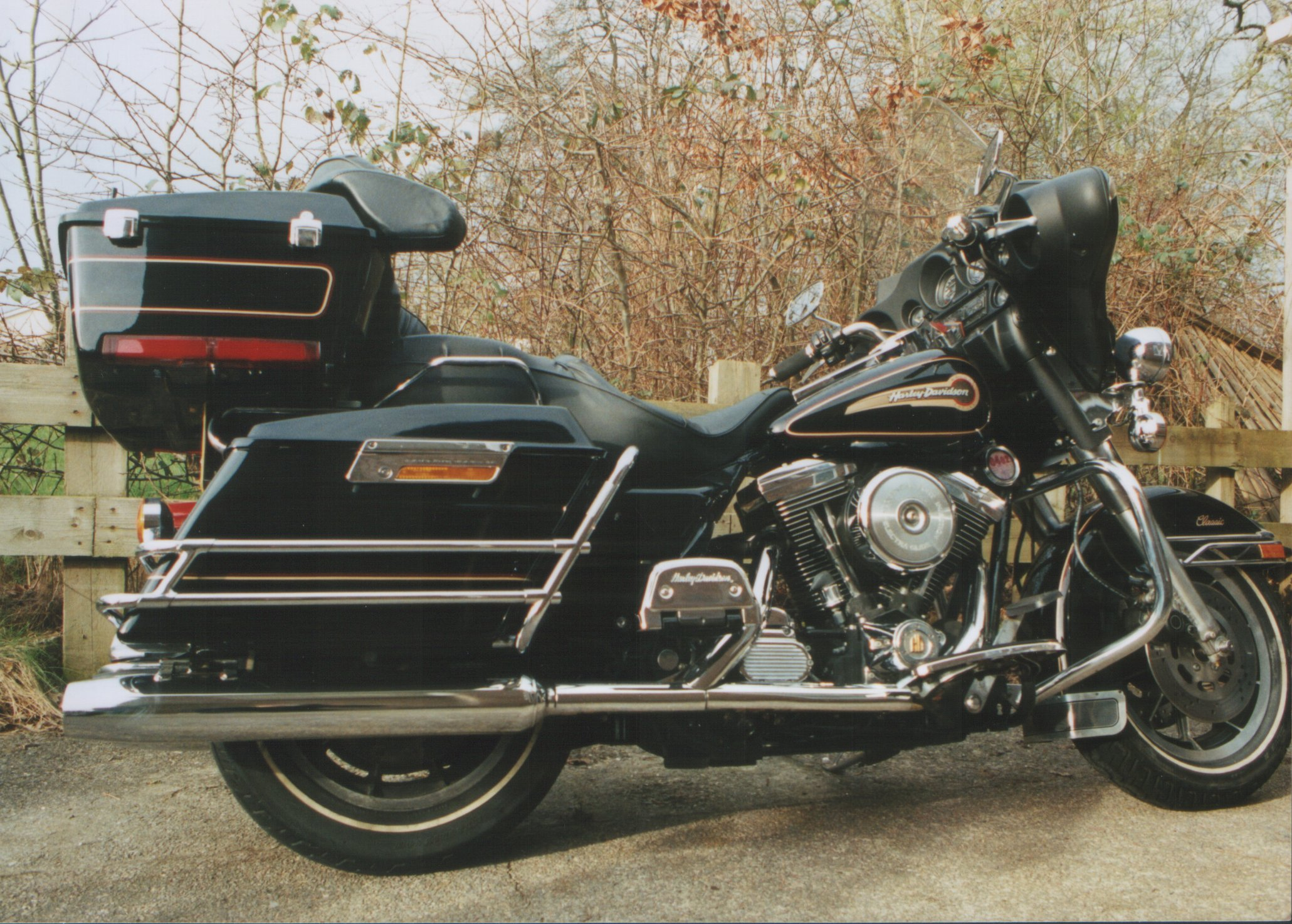
Electra Glide.

En 1971, le cadre FL sert de base à la FX Super Glide. La FX associe un cadre FL avec la fourche du XL Sportster et un guidon buckhorn. Un grand carénage en fibre de verre compléte la spécification Super Glide.
En 1972, la FL reçoit un frein à disque avant.
En 1977, l'option boite de vitesses à trois rapports plus marche arrière est abandonnée.
En 1977 est produite une version Confederate Edition de la FLH Electra Glide comportant une peinture commémorative et des décorations de réservoir et de garde-boue. La production unitaire est si faible — seulement 44 exemplaires — qu'elle en fait l'une des motos les plus rares de la firme.
En 1978, une option moteur 80 ci (1 300 cm3) éstt disponible pour l'Electra Glide. La désignation FL n'a cependant pas été modifiée en conséquence. En 1981, le moteur 80 ci est le moteur standard et le moteur 74 ci est arrêté.
En 1979, le moteur FL à faible compression est abandonné, tout comme l'option pour les commandes de la boîte de vitesses manuelle et embrayage au pied,.

## Tour Glide
En 1979, la FLT Tour Glide est présentée comme modèle de 1980. Vendue aux côtés du FLH Electra Glide existant, le FLT a un cadre plus grand avec des supports de moteur en caoutchouc, une transmission à cinq vitesses, un moteur 80 ci, et un carénage monté sur le cadre. Afin que le cadre FLT, plus grand et plus lourd que le cadre FLH, puisse fonctionner de manière acceptable, les fourches avant reçoivent une géométrie de direction radicale. Celles-ci sont montées en arrière de la tête de direction, le cadre derrière la direction étant encastré afin de permettre un verrouillage de l'antivol de direction.
En 1983, le FLHT est présenté. Il s'agit d'une Electra Glide basée sur le cadre FLT Tour Glide, mais utilisant le carénage batwing de l'Electra Glide au lieu du carénage monté sur cadre de la Tour Glide. La version police du FLHT est désignée FLHTP.
En 1984, à l'exception du FLH de base, tous les FL sont équipés du nouveau moteur Evolution monté sur silent-blocs et d'une transmission à cinq vitesses.
En 1985, tous les moteurs Shovelhead sont arrêtés. Cette année-là, la FLH à montage rigide et boite quatre vitesses est modifiée pour accepter le montage sur silent-blocs et le moteur Evolution.
En 1986, le FLH est supprimé et tous les modèles Touring ont ensuite utilisé le cadre FLT/FLHT.
En 1996, le FLT Tour Glide qui a introduit le cadre Touring actuel, est retiré de la gamme.
En 1998, une version plus petite du carénage Tour Glide monté sur cadre est réintroduite avec le FLTR Road Glide.
En 1999, le moteur Evolution est remplacé par le Twin Cam 88 (1 442 cm3) sur toutes les motos Harley-Davidson à cadre large.
En 2007, le moteur Twin Cam passe de 88 à 96 ci (1 573 cm3).

## Glides sans carénage

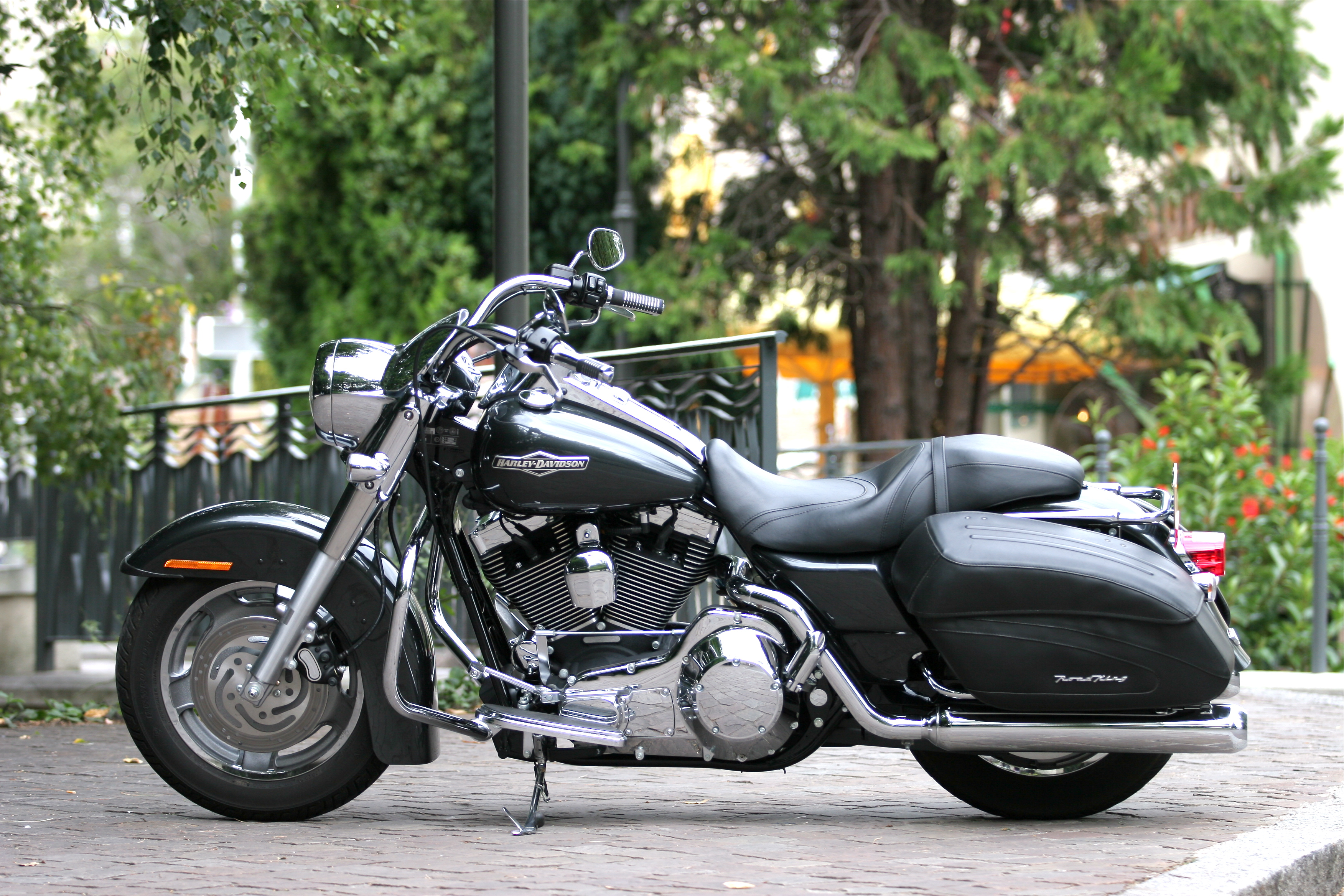
Road King Custom 2006.

De 1979 à 1982, une version sans carénage de la FLH Electra Glide, la FLHS Electra Glide Sport, est disponible.
En 1987, une FLHT Electra Glide sans carénage réintroduit le nom FLHS Electra Glide Sport.
En 1994, la FLHS Electra Glide Sport est remplacée par le FLHR Road King.

## Châssis Touring 2009
Pour l'année modèle 2009, Harley-Davidson revoit toute la gamme tourisme. Les changements comprennent un nouveau cadre, un nouveau bras oscillant, un système de montage du moteur complètement révisé, des roues avant de 17 pouces pour tous les modèles (sauf le Road King Classic), un réservoir de carburant de 6 gallons (23 litres), et un échappement 2-1-2. Ces changements se traduisent par une plus grosse capacité de charge, une meilleure maniabilité, un moteur plus doux, une plus grande autonomie et moins de chaleur d'échappement transmise au conducteur et au passager,.

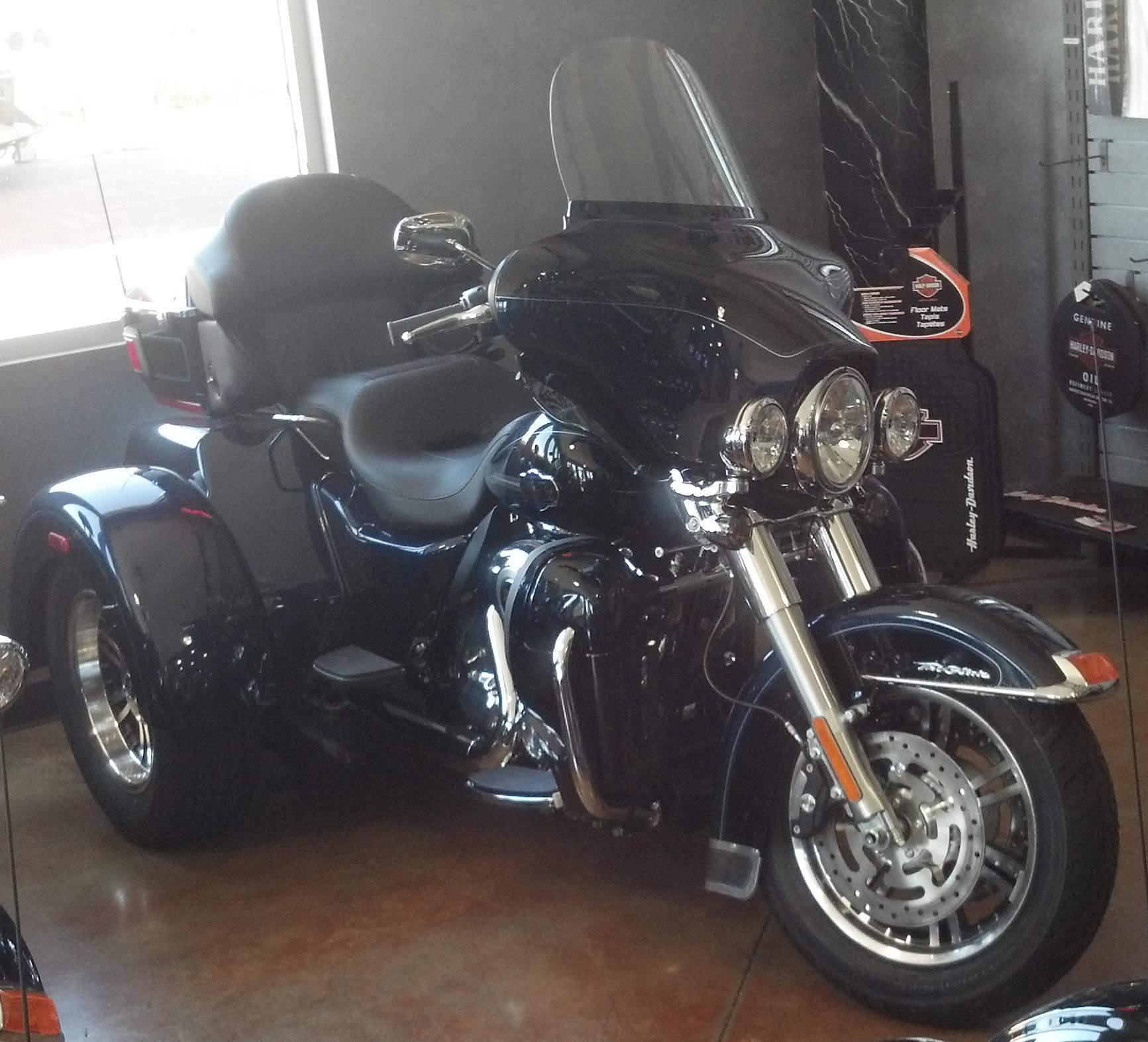
Tri Glide 2012.

## Tri Glide Ultra Classic
En 2009 est lancée la Tri Glide Ultra Classic (FLHTCUTG), première Harley-Davidson à trois roues depuis l'arrêt du Servi-Car en 1973. Ce modèle dispose d'un cadre et d'un moteur 103 ci exclusifs.

## FL Softails

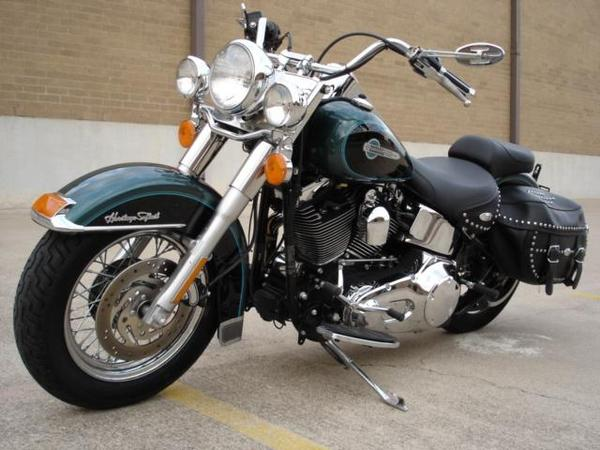
FLSTC Heritage Softail Classic 2002.

En 1984, Harley-Davidson présente le châssis Softail. À l'origine les Softail utilisaient les petites fourches télescopiques FX, mais en 1986 apparait la FLST Heritage Softail avec une fourche télescopique large de FL.
En 1988, est proposée la FLSTC Heritage Softail Classic, avec une fourche avant large et un style rétro.
D'autres Softails avec fourche large suivent, comme le FLSTF Fat Boy de 1990 et le FLSTN Cow Glide produit seulement en 1993,.
En 1991, la base FLST Heritage Special est abandonnée.
Le modèle FLSTN est produit à partir de 1993 sans le motif taureau comme modèle Nostalgia jusqu'en 1996, puis remplacé par le FLSTS Heritage Springer en 1997.
La Heritage Springer est produite jusqu'en 2003, et le FLSTSC Springer Classic introduit en 2005.
Les Heritage Springer et Springer Classic reprennent la désignation FL malgré l'utilisation de fourches Springer au lieu des fourches télescopiques larges FL.
En 2000, tous les Softails, y compris les modèles FL, passent du moteur Evolution au moteur Twin Cam 88B à contrepoids spécialement développé pour le montage rigide du moteur dans le cadre.
En 2005, la désignation FLSTN réapparait avec le modèle Softail Deluxe.

## FLD Dyna Switchback
En 2012, Harley-Davidson présente le FLD Dyna Switchback avec moteur Twincam 103 ci (1 700 cm3). Conçue pour rappeler les modèles Duo Glide de la fin des années 1950, la Switchback est la première moto à plateforme Dyna de Harley-Davidson à utiliser une partie avant de FL. Elle est commercialisée comme un modèle transformable, avec sacoches et pare-brise amovibles permettant à l'utilisateur de convertir facilement la moto pour une utilisation touring.